# Сифрон, Дамиан
Дамиа́н Сифро́н (исп. Damián Szifrón) — аргентинский режиссёр и сценарист, известный как создатель телесериала «Авантюристы». Лауреат премии BAFTA. Номинант на премию Оскар («Дикие истории», 2014). 

## Образование
Сифрон окончил Высшую техническую школу ORT, где изучал медиа. Затем он учился теории кино у известного кинокритика Анхеля Фаретты, а после - режиссуре в Университете кино в Буэнос-Айресе (University of the Cinema).

## Карьера
Сифрон начинал карьеру режиссера со съемок коротких метров. Но довольно скоро он оставил их в прошлом, переключившись на сериалы и полнометражное кино. Среди самых известных сериалов, снятых Сифроном: «Авантюристы» и «Братья детективы». Сифрон часто работает с актёром Диего Перетти, который снялся в телесериале «Авантюристы» и практически во всех его фильмах. 
Его фильм «Дикие истории» (2014) был представлен в рамках главной программы Каннского фестиваля, номинирован на премию «Гойя» в номинациях лучший фильм и лучший иностранный фильм, а также на премию «Оскар» за лучший иностранный фильм. Он стал самым успешным фильмом в Аргентине за всю историю. 
В апреле 2023 года в прокат выходит новый фильм Сифрона — «Поймать убийцу». Главные роли в остросюжетном триллере исполняют Шейлин Вудли и Бен Мендельсон.

## Фильмография
- Kan, el Trueno (1997) (короткометражный)
- Punto muerto (1998) (короткометражный)
- Los Últimos Días (1999) (короткометражный)
- Дно моря (2003)
- Время смелых (2005)
- Дикие истории (2014)
- Поймать убийцу (2023)

### Телевидение
- Peor es nada (2001)
- Авантюристы / Los Simuladores (2002)
- Братья детективы / Hermanos y detectives (2006)